# Мелу Перейра, Витор
Витор Мелу Перейра (порт. Vítor Melo Pereira; род. 21 апреля 1957, Лиссабон) — португальский футбольный судья категорий ФИФА и УЕФА. Глава судейского департамента РФС.

## Биография
С 1989 по 2002 годы работал на матчах чемпионата Португалии. С 1997 года — судья УЕФА элитной группы. 
Работал на матчах чемпионата мира 1998 и чемпионата мира 2002, где отсудил по одному матчу группового этапа и 1/8 финала, а также на матчах Евро 2000, где обслуживал два матча группового этапа и один из четвертьфиналов. На дальневосточном «мундиале» ошибочно засчитал гол датчанина Йона Даля Томассона в ворота сборной Франции, забитый после явного нарушения правил против Марселя Десайи. 
На клубном уровне отметился тем, что обслуживал матч Суперкубка УЕФА 2001 между «Баварией» и «Ливерпулем», а также финальную игру Кубка УЕФА 2002 между «Фейеноордом» и дортмундской «Боруссией». Помимо этого работал на двух полуфинальных матчах Лиги чемпионов (в 1999 и 2000 годах) и полуфинальном матче Кубка обладателей кубков (в 1998 году).
После окончания судейской карьеры работал в Греческой федерации футбола, затем — инспектором УЕФА. В 2011 году был удостоен специальной премии ФИФА.
23 сентября 2021 года был назначен руководителем судейского департамента Российского футбольного союза.